# 雲版

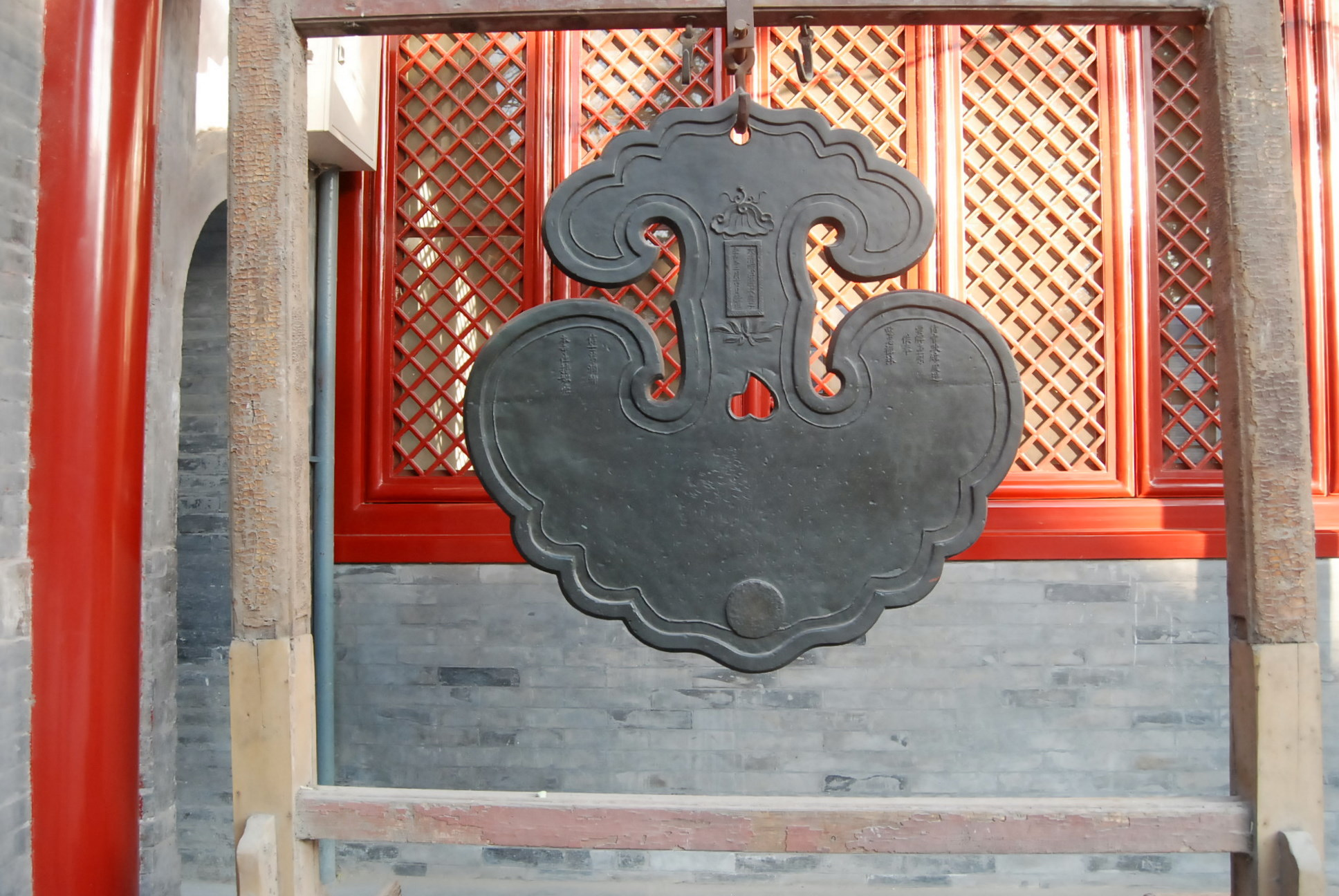
雲板

雲版（うんぱん）は、主に仏教寺院で合図のために使用される楽器。雲板とも表記する。火版、長板、打板あるいは斎板とも称する。

## 概要
鉄または青銅製の金属板で、雲の形をしていることからこの名がある。もともとは中国の官署で使用が始まり、宋の時代に現在の形が成立したとみられる。鎌倉時代に禅宗の伝来とともに日本に持ち込まれた。庫裡や斎堂（食堂）で粥座（朝食）を知らせるのに用いられるほか、座禅の合図に用いられることもある。雲の形をしているのは火を用いる庫裡などにおいて鎮火の縁起担ぎのためであるという。日蓮宗や浄土宗でも使用されることがある。